# Język dahalik
Język dahalik (ዳሃሊክ [haka (na)] dahālík, „język ludzi Dahlak”) – język semicki z gałęzi języków etiopskich. Jest to najpóźniej odkryty język semicki – jego istnienie stwierdziła misja francuska w 1996 roku. Posługuje się nim ok. 2500 mieszkańców trzech wysp archipelagu Dahlak (należącego do Erytrei). Zbliżony do języka tigre.

## Niektóre cechy językowe
- harmonia wokaliczna
- opozycja rodzaju zaznaczana przez apofonię, np. nūš „mały” vs. nīš „mała”
- negacja czasownika poprzez okołorostek i-...-ni
- szyk zdania SOV